# 順化市
順化市（越南语：／）是越南北中部的中央直辖市。原为承天顺化省，2024年经越南国会批准改制为中央直辖市，为越南的第六个直辖市。

## 地理
顺化市北接广治省，东南接岘港市，西邻老挝，东临南中国海。

## 歷史
在远古时期，承天顺化省属于百越之地。秦朝時期隸歸象郡。秦末農民起義爆發，本地併入南越國。西漢元鼎六年（前111年），漢朝滅南越國，於此地置盧容縣，屬日南郡。南北朝後期，地入林邑。
隋大業元年（605年），隋朝佔領林邑，設立荡州，隨後改為比景郡。隋末唐初，林邑（占城）重新佔領此地。
陳朝時期，占城國在此設置烏州、里州二州。
陳興隆十四年（1306年），陈英宗将玄珍公主嫁给占城国王制旻，换取乌、里二州之地，设置顺州和化州。其中顺州在今广治省，化州在今承天顺化省和广南省。
屬明時期，本地改置為順化府，領二州。
黎初時期，改順化府為順化路，屬海西道，设路总管知府。
光顺十年（1469年），黎聖宗劃定天下版圖，設置肇豐府，下轄六縣二州，分別是金茶縣、丹田縣、海陵縣、武昌縣、思榮縣、奠磐縣、沙盆州和順平州，隸屬順化承宣。
正治元年（1558年），黎朝命端郡公阮潢出鎮順化，此後肇豐府成為阮主治下領土。阮潢在武昌縣愛子社建營，並改金茶縣為香茶縣，丹田縣為廣田縣，思榮縣為富榮縣，武昌縣為登昌縣。
弘定六年（1605年），升奠磐縣為奠磐府，改隸廣南承宣。
阮潢在位年间，先在愛子社建營，不久又移營茶鉢社；後又回移至愛子社東，號為葛營。阮福源繼位後，移營到廣田縣福安社。阮福瀾繼位後，移營到香茶縣金龍社。
正和八年（1687年）七月，阮主阮福溙移營富春社。阮福濶時期開始稱為都城。
景興三十六年（1775年），北方鄭主軍隊攻佔順化，設順化處。
景興四十七年（1786年）冬，西山軍阮惠驅逐鄭主軍隊，佔據順化。阮惠稱帝後，將都城設置在富春城。
西山景盛九年（1801年），阮福映攻克富春，將首都遷回富春城，並以肇豐府香茶、廣田和富榮三縣設置廣德營。又以海陵、登昌二縣和廣平府明靈州設置廣治營。各設置留守、該簿和記錄。
嘉隆五年（1806年），廣德營和廣治營被定為直隸營，隸屬京師。
明命三年（1822年），明命帝改廣德營為承天府。次年又改設京城提督、府尹、府丞。
明命十六年（1835年），增設豐田縣、香水縣和富祿縣三縣。
嗣德四年（1851年），裁富榮縣衙，由香茶縣併攝；裁富祿縣衙，由香水縣併攝；裁豐田縣衙，由廣田縣併攝。
嗣德六年（1853年），改廣治省為廣治道，隸屬承天府。
嗣德二十九年（1876年），恢復設立廣治省，不再隸屬承天府。
嗣德三十一年（1878年），複設富榮縣、富祿縣和豐田縣三縣縣衙，不再由香茶縣、香水縣和廣田縣三縣併攝。

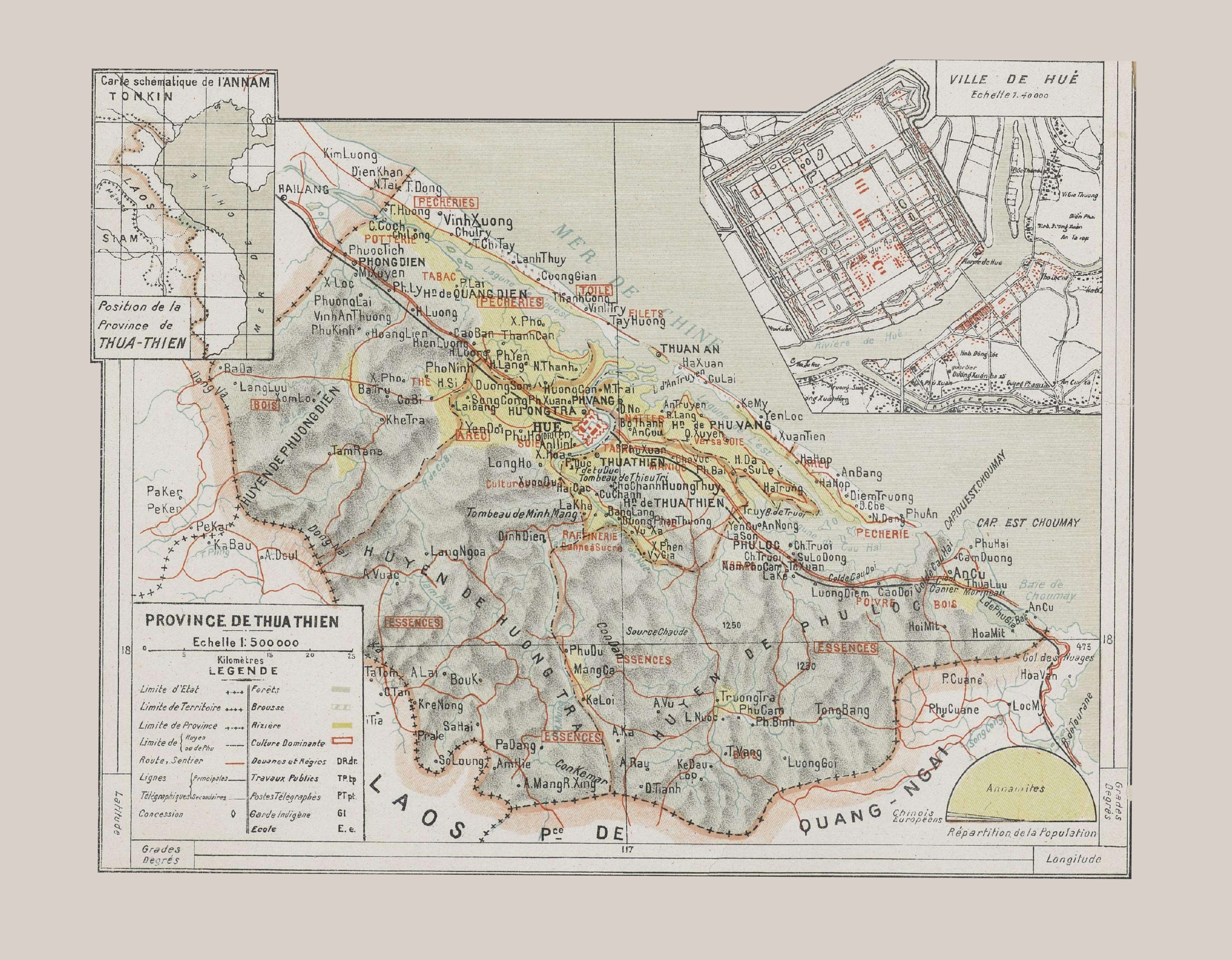
法属印度支那时期的承天省地图

建福元年（1884年），避皇太妃阮氏香諱，改香茶縣、香水縣為春茶縣和春水縣。
同慶元年（1886年），春茶縣和春水縣复稱香茶縣和香水縣。
法屬時期，在法文文件中，習慣將承天府稱為“承天省”。二戰後，承天府正式改設為承天省。越南共和国时期承天省共辖广田郡、富荣郡、香茶郡、香水郡、富庶郡、南和郡、富禄郡、丰田郡、香田郡、永禄郡10郡，省莅寄治直辖市顺化市社。
1976年，兩越正式統一後，越南政府将廣平省、廣治省和承天省合併為平治天省，省莅顺化市。承天省分为顺化市和阿雷县、香茶县、香水县、南东县、富禄县、富荣县、广田县和丰田县8县。
1977年3月11日，南东县并入富禄县，富荣县和香水县合并为香富县，丰田县、广田县和香茶县合并为香田县。
1981年9月11日，香田县8社5村和香富县9社4店划归顺化市管辖。
1989年6月30日，平治天省重新分设为廣平省、廣治省和承天順化省3省。承天顺化省下辖順化市、香田縣、香富縣、富祿縣和阿雷縣1市4县，省莅顺化市。
1990年9月29日，香田县分设为香茶县、广田县和丰田县3县；香富县分设为香水县和富荣县2县，富禄县析置南东县；顺化市2社划归香水县管辖，6社划归富荣县管辖，9社划归香茶县管辖。
1992年9月24日，顺化市被评定为二级城市。
2005年8月24日，顺化市被评定为一级城市。
2010年2月9日，香水县改制为香水市社。
2011年11月15日，香茶县改制为香茶市社。
2021年4月27日，香茶市社2坊4社、香水市社2社和富荣县1市镇4社划归顺化市管辖。
2024年11月30日，越南国会通过决议，自2025年1月1日起，承天顺化省改制为中央直辖市顺化市；原省辖顺化市分设为顺化郡和富春郡，丰田县改制为丰田市社，南东县并入富禄县。

### 升格历程
将承天顺化省升格为中央直辖市的问题首次提出于20世纪90年代，当时是在平治天省拆分之后。时任总理武文杰希望承天顺化省能够成为中央直辖市，成为全国的教育、医疗、文化中心，并成为中部地区的龙头。在这一时期，承天顺化省开始制定升格为中央直辖市的方案，并于1996年提交给政府和国会。在第九届国会第十次会议期间，国会进行了表决，但只有48%的代表表示支持。许多代表对承天顺化省的情况表示担忧，除了顺化市的基础设施已基本完善外，还有南东、阿雷两个山区县以及农村地区的交通不便。位于三江泻湖旁的五田地区仍然依赖渡船。一些代表建议将顺化市从承天顺化省分离出来，单独升格为中央直辖市，但省里不同意。2014年，承天顺化省继续制定升格为中央直辖市的方案，提交给政府和政治局，然后再提交给国会。然而，此时升格为中央直辖市的标准已经明确。该省的人口规模、人均收入、基础设施、财政收支等指标均未达标。
到2019年，政治局发布了第54号决议，明确到2025年承天顺化省将基于保护和发扬古都遗产和顺化文化特色的基础上，升格为中央直辖市。随着国会通过特殊机制，承天顺化省获得了更多资源，100%的景点门票收入将用于修复当地的历史文化遗产。
2024年8月30日，政府发布了第924/QĐ-TTg号决定，承认承天顺化省预计成立的中央直辖市区域已达到一级城市标准。
2024年11月30日，国会发布了第175/2024/QH15号决议，关于在承天顺化省全部面积和人口基础上成立中央直辖市顺化市；国会常务委员会发布了第1314/NQ-UBTVQH15号决议，关于2023-2025年期间顺化市县级和乡级行政单位的调整，两份决议均自2025年1月1日起生效。

## 行政區劃
顺化市曾下辖顺化郡、富春郡2郡，香水市社、香茶市社、丰田市社3市社，阿雷縣、富祿縣、富榮縣、廣田縣4县，市人民委员会位于顺化郡。2025年行政区划改革後，县级行政区划被撤销，顺化市现下辖21坊、19社。

### 坊
- 安舊坊（Phường An Cựu）
- 楊弩坊（Phường Dương Nỗ）
- 化州坊（Phường Hóa Châu）
- 香安坊（Phường Hương An）
- 香水坊（Phường Hương Thủy）
- 香茶坊（Phường Hương Trà）
- 金龍坊（Phường Kim Long）
- 金茶坊（Phường Kim Trà）
- 美上坊（Phường Mỹ Thượng）
- 豐盈坊（Phường Phong Dinh）
- 豐田坊（Phường Phong Điền）
- 豐富坊（Phường Phong Phú）
- 豐廣坊（Phường Phong Quảng）
- 豐泰坊（Phường Phong Thái）
- 富牌坊（Phường Phú Bài）
- 富春坊（Phường Phú Xuân）
- 清水坊（Phường Thanh Thủy）
- 順安坊（Phường Thuận An）
- 順化坊（Phường Thuận Hóa）
- 水春坊（Phường Thủy Xuân）
- 葦野坊（Phường Vỹ Dạ）

### 社
- 阿雷1社（Xã A Lưới 1）
- 阿雷2社（Xã A Lưới 2）
- 阿雷3社（Xã A Lưới 3）
- 阿雷4社（Xã A Lưới 4）
- 阿雷5社（Xã A Lưới 5）
- 平田社（Xã Bình Điền）
- 蹎𩄲陵姑社（Xã Chân Mây – Lăng Cô）
- 丹田社（Xã Đan Điền）
- 興祿社（Xã Hưng Lộc）
- 溪椥社（Xã Khe Tre）
- 隆廣社（Xã Long Quảng）
- 祿安社（Xã Lộc An）
- 南東社（Xã Nam Đông）
- 富湖社（Xã Phú Hồ）
- 富祿社（Xã Phú Lộc）
- 富榮社（Xã Phú Vang）
- 富永社（Xã Phú Vinh）
- 廣田社（Xã Quảng Điền）
- 榮祿社（Xã Vinh Lộc）